# Maurizio Codispoti
Maurizio Codispoti (Catanzaro, 4 luglio 1964) è un allenatore di calcio ed ex calciatore italiano.

## Carriera

### Giocatore
Si fa le ossa tra le categorie inferiori del sud Italia, riuscendo ad emergere nel Foggia guidato da Zdeněk Zeman, arrivando fino alla Serie A.
Passa quindi all'Atalanta, sempre nella massima serie, dove milita per una stagione e mezza, venendo ceduto alla SPAL prima, ed al Cesena poi, dove termina la carriera.

### Allenatore
Dopo brevi esperienze in compagini locali foggiane, la prima panchina di rilievo è quella del Barletta dove subentra nel gennaio 2000 fino a fine stagione. La stagione successiva nuova esperienza da subentrante, stavolta sulla panchina del Termoli, conclusa con la retrocessione dalla Serie D.
Nuova avventura quindi col Potenza, prima di entrare nello staff tecnico giovanile del Foggia dove ottiene buoni risultati con la formazione Berretti nel 2006 raggiungendo la fase nazionale. Nella stagione 2010-2011 torna a Foggia ad occupare l'incarico di allenatore della Berretti.

## Palmarès

### Giocatore

#### Competizioni nazionali
- Campionato italiano di Serie B: 1

Foggia: 1990-1991